# X-ray Evolving Universe Spectroscopy
X-ray Evolving Universe Spectroscopy (XEUS) war ein Projekt der europäischen Weltraumorganisation ESA für ein neues Röntgenobservatorium im Weltraum.
Mit einer effektiven Sammelfläche von 5 m² bei einer Photonenenergie von 1 keV und weiterentwickelten Instrumenten sollte XEUS über hundertmal empfindlicher werden als das derzeitige Röntgenobservatorium der ESA, XMM-Newton. Mit einem Durchmesser der Hauptspiegelanordnung von 4,2 m und einer Brennweite von 35 m war XEUS zu groß für eine einzelne Raumsonde. Stattdessen war ein präzise abgestimmter Formationsflug einer Hauptspiegelsonde mit einer Detektorsonde vorgesehen. Beide sollten in eine Halobahn um den Lagrange-Punkt L2 des Sonne-Erde-Systems geschickt werden, der von der Sonne gesehen etwa 1,5 Millionen km hinter der Erde liegt. 
XEUS gehörte zu den neun Missionsvorschlägen der ESA, die im Herbst 2007 aus insgesamt 50 Vorschlägen im Rahmen des Cosmic-Vision-Prozesses für detaillierte Studien ausgewählt wurden. Bei Erfolg im weiteren Auswahlprozess hätte XEUS frühestens 2018 starten können. Im Juli 2008 wurde jedoch das XEUS-Projekt zu Gunsten des International X-ray Observatory (IXO) aufgegeben, das die ESA zusammen mit der NASA und der JAXA, als Nachfolger von XMM-Newton und Chandra entwickeln wollte. Da eine baldige Verwirklichung von IXO auf der NASA-Seite nicht mehr zu erwarten war, ging die ESA 2011 zum Studium eines kleineren Observatoriums unter eigener Führung unter dem Namen ATHENA über. Nachdem 2012 die Sonde JUICE als nächste große ESA-Mission ausgewählt wurde, die das Jupitersystem und besonderes den Mond Ganymed erforschen soll, war 2014 ATHENA bei der folgenden Auswahl erfolgreich.